# Émile Nouguier
Émile Nouguier (17 de fevereiro de 1840 – 23 de novembro de 1897) fez parte da equipe de Engenharia Gustave Eifel (1832-1923), que teve parte importante na criação do projeto de execução da  Torre Eiffel em 1889, ao lado do engenheiro Maurice Koechlin.